# Vivario

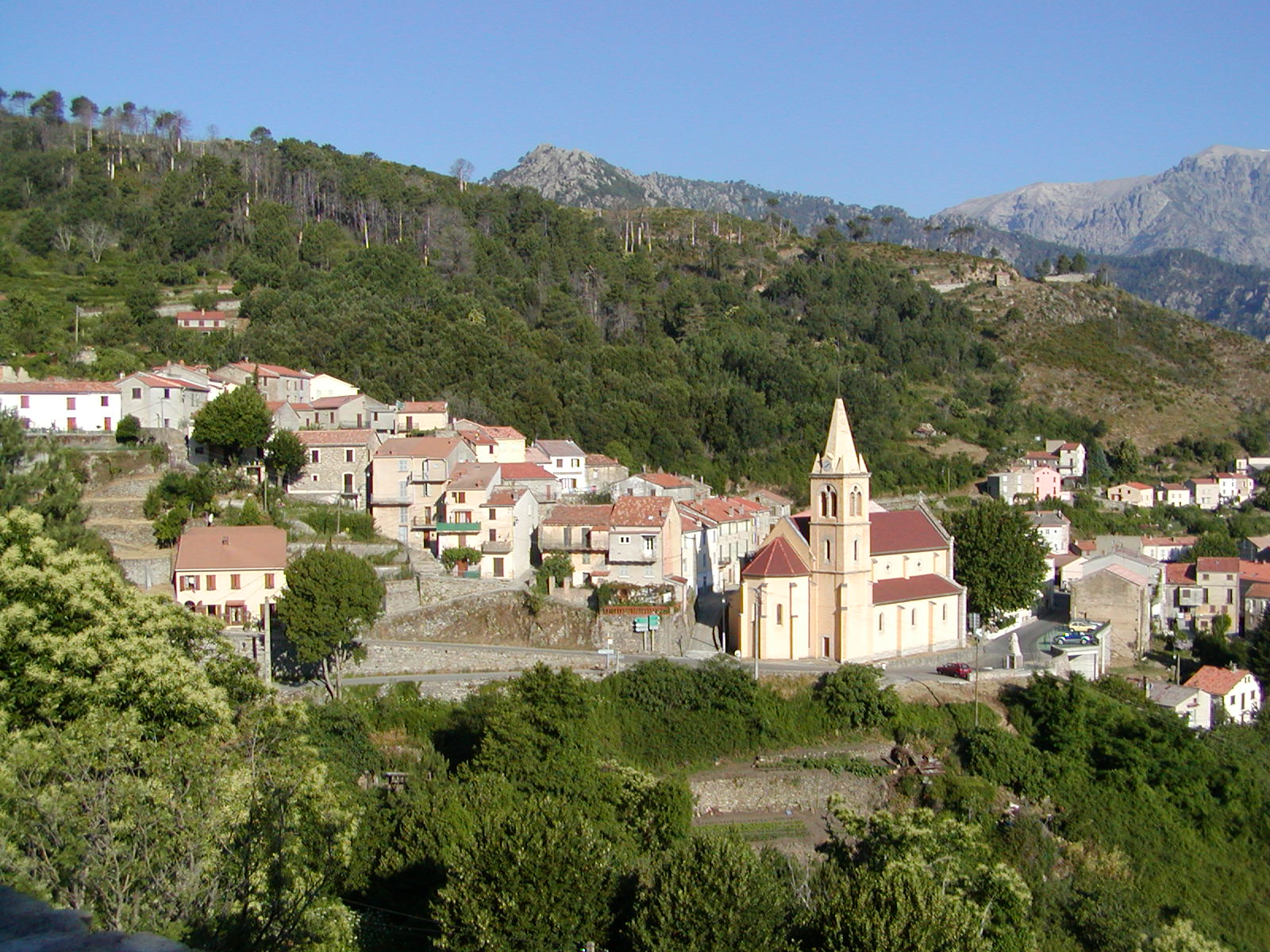
Vivario

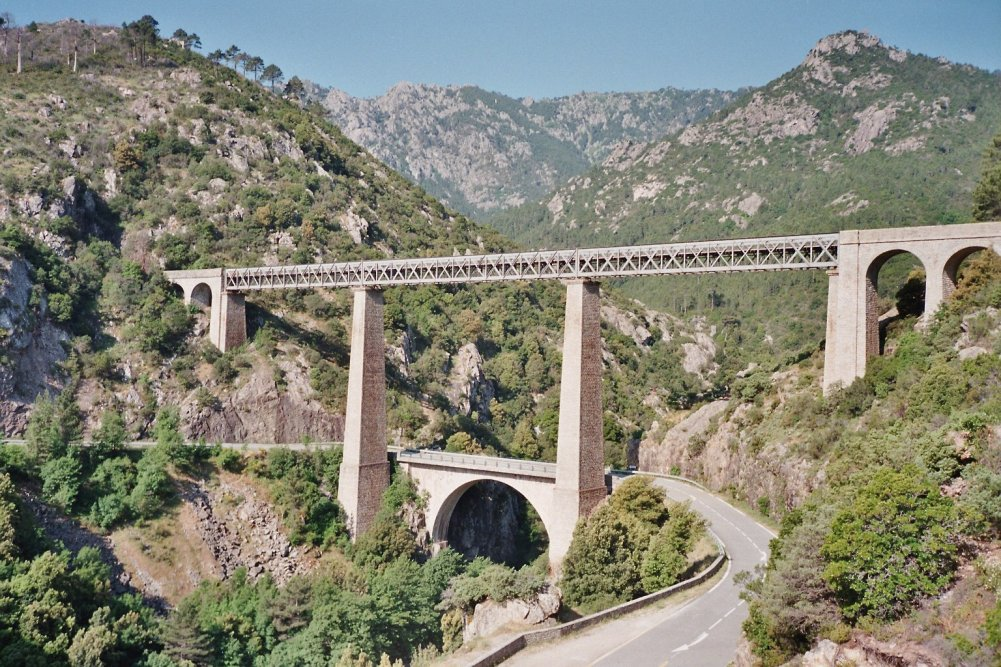
Most kolejowy koło Vivario

Vivario (kors. Vivariu) – miejscowość i gmina we Francji, w regionie Korsyka, w departamencie Górna Korsyka.
Według danych na rok 1990 gminę zamieszkiwały 493 osoby, a gęstość zaludnienia wynosiła 6 osób/km².
2 km na północ od miasta znajduje się znany most kolejowy zaprojektowany przez Eiffela